# Campionat Europeu de Salts de 2013 – 10 metres plataforma sincronitzat femení
La prova dels 10 metres plataforma sincronitzat femení dels Campionat Europeu de Salts de 2013 es va disputar el dia 20 de juny amb una ronda preliminar i una ronda final.

## Resultats
La ronda preliminar es va disputar a les 12:00 i la final a les 17:30.
En verd els finalistes 
| Posició | Saltadores                            | País       | Preliminar | Preliminar | Final  | Final   |
| Posició | Saltadores                            | País       | Punts      | Posició    | Punts  | Posició |
| ------- | ------------------------------------- | ---------- | ---------- | ---------- | ------ | ------- |
| 1       | Yulia Koltunova Natalia Goncharova    | Rússia     | 293.52     | 2          | 315.66 | 1       |
| 2       | Tonia Couch Sarah Barrow              | Regne Unit | 301.32     | 1          | 306.24 | 2       |
| 3       | Maria Kurjo Julia Stolle              | Alemanya   | 275.883    | 5          | 299.16 | 3       |
| 4       | Viktoriya Potyekhina Yulia Prokopchuk | Ucraïna    | 268.80     | 4          | 294.42 | 4       |
| 5       | Villő Kormos Zsófia Reisinger         | Hongria    | 253.80     | 5          | 266.64 | 5       |